# コラド・ベーム
コラド・ベーム（Corrado Böhm, 1923年1月17日 - 2017年10月23日）は、イタリアミラノ出身の計算機科学者。ローマ・ラ・サピエンツァ大学名誉教授。
1946年にローザンヌ大学で電気工学を修了した後、コンピュータ科学の研究を始め、1966年にジュゼッペ・ヤコピーニとともに構造化定理を証明した。この構造化定理は、エドガー・ダイクストラが提唱した構造化プログラミングとよく混同されるが、本来はあまり関係のないものである。
その他、ラムダ計算や関数型言語の研究でも知られる。